# Le Destin des mères
 (juillet 2025).
Pour plus de détails, voir Fiche technique et Distribution.
Le Destin des mères est un film muet français réalisé par Louis Feuillade et sorti en 1912[réf. nécessaire]. Il fait partie de la série La Vie telle qu'elle est.

## Fiche technique
- Réalisation et scénario : Louis Feuillade
- Société de production : Société des Établissements L. Gaumont
- Pays de production : France
- Format : Muet - Noir et blanc - 1,33:1 - 35 mm
- Métrage : 115 m
- Genre : Drame
- Date de sortie : 
  - France : 19 janvier 1912

## Distribution
- Renée Carl
- Suzanne Grandais
- René Navarre
- Marthe Vinot
- Maurice Vinot